# Barbus tropidolepis
Barbus tropidolepis är en fiskart som beskrevs av Boulenger, 1900. Barbus tropidolepis ingår i släktet Barbus och familjen karpfiskar. IUCN kategoriserar arten globalt som livskraftig. Inga underarter finns listade.